# 개인 고속 수송 시스템
개인 고속 수송 시스템(영어: Personal rapid transit, PRT)은 소형 차량에 의해 전용 안내 궤도를 갖춘 교통망에서 운행되는 대중 교통이다. 이 새로운 형식의 시스템은 무인궤도차량 (AGT)의 한 형태이다.
PRT는 1978년에 J. 에드워드 앤더슨으로부터 도입된 두문자어이다.
현재는 1975년에 모건타운에서 개업한 모건타운 PRT와 현재 시험중인 런던 히드로 공항의 ULTra가 있다. 아부다비의 마스다르시티에서도 PRT가 건설 중이다.
과거 1970년부터 1986년에 아라미스(Aramis)라고 불리는 PRT가 RATP에 의해 파리에서 운행되고 있었지만, 실험은 완료되지 않고 계획은 포기되었다.

## PRT 목록
- 미국 - 모건타운 PRT
- 영국 - ULTra
- 네덜란드 - 파크셔틀 (ParkShuttle)
- 아랍에미리트 - 사이버캡 (CyberCab)
- 대한민국 - 스카이큐브

## 같이 보기
- 차량 자동화
- 인덕트랙
- 퍼스널 모빌리티